# جوش بوركي
جوش بوركي هو لاعب كرة قدم كندية كندي، ولد في 16 أكتوبر 1982 في وندسور في كندا.